# 任仲伦
任仲伦（1955年12月11日—），中国文艺理论家，曾任上海师范大学中文系教授，曾任上海电影（集团）公司董事长，上海电影家协会主席，中国电影家协会副主席。2020年5月到龄退休。